# Mount Longonot
Der Mount Longonot ist ein Schichtvulkan in Kenia, der schätzungsweise zum letzten Mal in den Jahren um 1860 ausgebrochen ist. Er liegt im Großen Afrikanischen Grabenbruch südöstlich des Naivashasees. Sein Name ist auf das Massai-Wort oloonong'ot zurückzuführen, das „Berg der vielen Gebirgskämme“ oder „steile Sporen“ bedeutet.

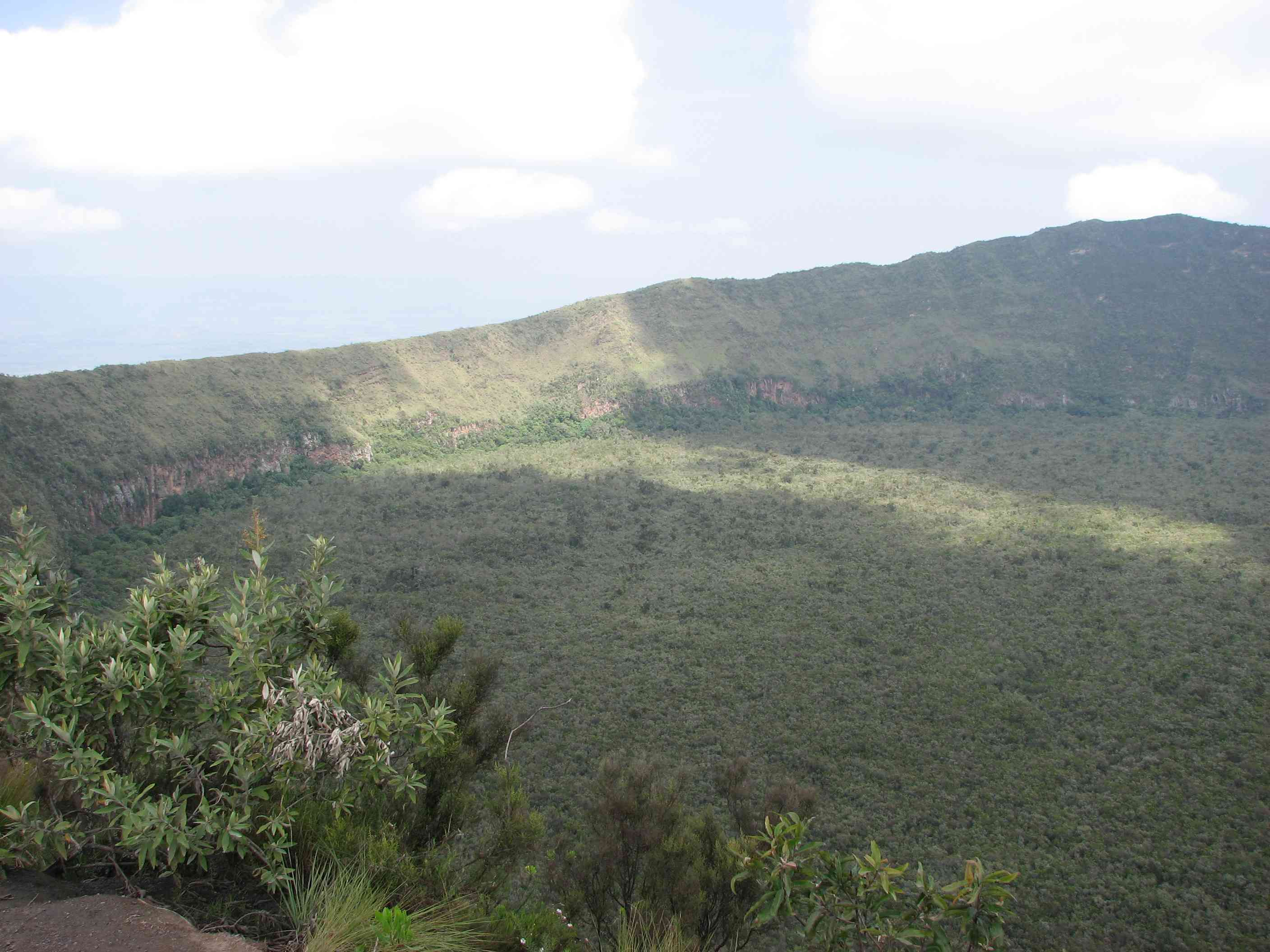
Blick in den Krater des Mount Longonot

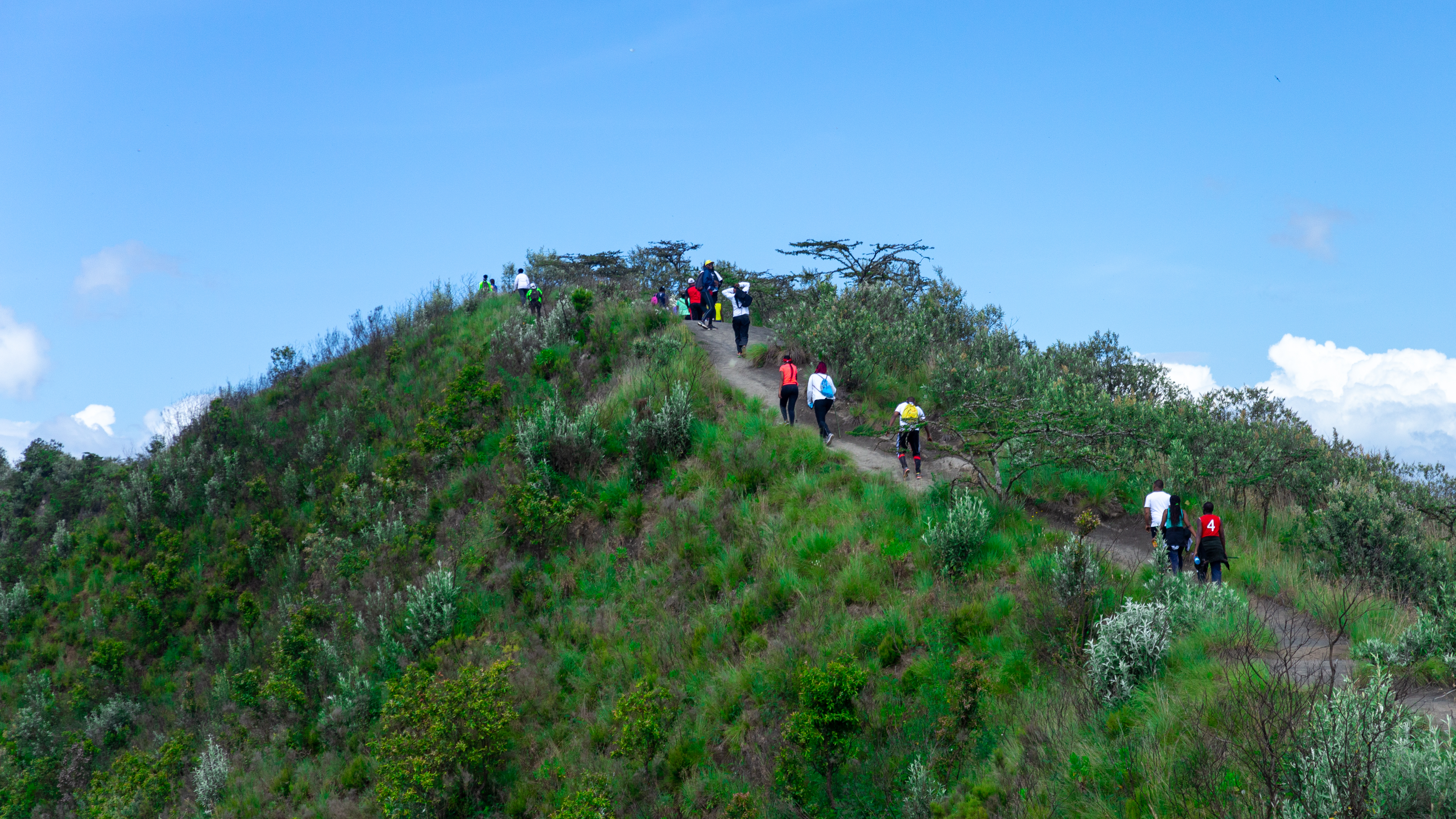
Auf dem Gipfel

Der Mount Longonot steht seit 1983 als Teil des 52 km² großen „Mount Longonot Nationalparks“ unter dem Schutz des Kenya Wildlife Service. Ein Pfad führt vom Parkeingang bis hinauf zum Kraterrand und weiter um den Krater herum. Ein Wald kleiner Bäume bedeckt den Kraterboden und aus den Kraterwänden steigen kleine Dampfwolken. Der Berg bietet vielen Wildtieren Heimat, vor allem Zebras und Giraffen.
Der Berg kann auch mit wenig bergsteigerischer Erfahrung innerhalb von ein bis zwei Stunden bestiegen werden. Der letzte Anstieg ist allerdings etwas steiler. Aufgrund der klimatischen Bedingungen sollte man aber unbedingt ausreichend Getränke dabei haben. Für eine komplette Umwanderung des Kraters sollte man nochmals drei bis vier Stunden einplanen.
Der Mount Longonot befindet sich 60 Kilometer nordwestlich von Nairobi und kann über eine asphaltierte Straße erreicht werden. Eine in der Nähe gelegene Stadt trägt den Namen Longonot. Südlich des Berges steht eine Satellitenstation.